# ديفيد ألدوس
ديفيد جون ألدوس (بالإنجليزية: David John Aldous) هو عالم رياضيات حاصل على زمالة الجمعية الملكية من مواليد 13 يوليو 1952. اشتهر ديفيد بأبحاثه حول نظرية الاحتمال وتطبيقاتها، خاصةً في مواضيع مثل التبادل، والتقارب الضعيف، وسلسلة ماركوف أوقات الخلط، والشجرة العشوائية المتواصلة والتلاصق العشوائي. التحق بكلية سانت جونز، بكامبردج في عام 1970 وحصل على درجة الدكتوراه من جامعة كامبردج في عام 1977 تحت إشراف مستشاره البروفيسور جارلينج. ومنذ عام 1979، عمل في هيئة التدريس في جامعة كاليفورنيا ببيركلي.
حصل على جائزة رولو ديفيدسون في عام 1980، وجائزة لويف في عام 1993، وانتُخب لزمالة الجمعية الملكية في عام 1994. وفي عام 2004، انتُخب زميلًا في الأكاديمية الأمريكية للفنون والعلوم وفي عام 2012 أصبح زميلًا لمجتمع الرياضيات الأمريكي.

## مؤلفاته المُختارة

### كتبه
- التقريب الاحتمالي عن طريق الاختراق الإرشادي في العلوم الرياضية التطبيقية.

### أوراقه البحثية
- نماذج حتمية وعشوائية من أجل الالتحام (التجميع والتخثر): مراجعة لنظرية المجال الوسطي للاحتماليين.
- التبادل والموضوعات ذات الصلة. محاضرة ملاحظات في الرياضيات، 1117 (1985).

## روابط خارجية
- الموقع الرسمي
- قالب:IMO results